# Осман, Расселл
Ра́сселл Чарльз О́сман (англ. Russell Charles Osman; 14 февраля 1959) — английский футболист, выступавший на позиции центрального защитника, и футбольный тренер. Выступал за футбольные клубы «Ипсвич Таун», «Лестер Сити», «Саутгемптон», «Бристоль Сити», «Брайтон энд Хоув Альбион» и «Кардифф Сити», также за сборную Англии. Впоследствии был тренером ряда английских и валлийских клубов.

## Клубная карьера
Уроженец Рептона (графство Дербишир), Осман начал спортивную карьеру в регби, был капитаном школьной сборной Англии по регби, но в итоге решил заняться футболом. Выступал за молодёжную команду клуба «Ипсвич Таун», в основном составе дебютировал в сезоне 1977/78. В своём дебютном сезоне в основном составе «трактористов» помог команде выиграть Кубок Англии, проведя четыре матча в турнира, хотя и не сыграл в финале против «Арсенала». В «Ипсвиче» сформировал связку в центре защиты с Терри Бутчером. В сезоне 1980/81 помог команде выиграть Кубок УЕФА, обыграв в финальном матче нидерландский клуб АЗ. В сезонах 1980/81 и 1981/82 помог команде занять второе место в чемпионате. Всего провёл в клубе восемь сезонов, сыграв в общей сложности 385 матчей и забив 21 гол.
В 1985 году перешёл в «Лестер Сити». Провёл в команде три сезона, сыграв 120 матчей и забив 8 голов.
Летом 1988 года стал игроком клуба «Саутгемптон». За четыре неполных сезона провёл за «святых» 124 матча и забил 6 голов.
В октябре 1991 года 32-летний Осман перешёл в клуб Второго дивизиона «Бристоль Сити». Провёл за команду 81 матч и забил 3 гола.
В дальнейшем совмещал игровую карьеру с тренерской работой. В качестве игрока выступал за «Брайтон энд Хоув Альбион» и «Кардифф Сити» в сезоне 1995/96, после чего завершил игровую карьеру.

## Карьера в сборной
С февраля 1979 по апрель 1980 года провёл семь матчей за сборную Англии до 21 года.
В 1980 году провёл две игры за вторую сборную Англии, забив один гол.
31 мая 1980 года дебютировал за главную сборную Англии в матче против сборной Австралии. Всего провёл за сборную 11 матчей. Его последней игрой за сборную стала встреча против сборной Дании 21 сентября 1983 года.

## Тренерская карьера
К 1993 году, будучи игроком «Бристоль Сити», Осман получил тренерскую лицензию и в январе 1993 года стал играющим тренером клуба. В ноябре 1994 года был уволен.
Он пытался оспорить своё увольнение из «Бристоль Сити» в суде и получить компенсацию. Для поддержания игровой формы тренировался с командой «Плимут Аргайл». Ему предложили выступать за команду, он согласился. Однако в марте 1995 года, когда главный тренер «пилигримов» Стив Макколл подал в отставку, Осман, не сыгравший за «Аргайл» ни одного матча, получил предложение стать временно исполняющим обязанности главного тренера клуба. Он согласился, под его руководством команда провела девять матчей с марта по май 1995 года. В следующем месяце «Плимут Аргайл» возглавил Нил Уорнок.
С 1996 по 1997 год Осман тренировал сборную Англии до 18 лет. Также с ноября 1996 года по январь 1998 года он был главным тренером валлийского клуба «Кардифф Сити» (67 матчей: 22 победы, 24 ничьи). В 2004 году на протяжении пяти недель Осман совместно с Кеваном Бродхерстом был исполняющим обязанности главного тренера клуба «Бристоль Роверс».
В ноябре 2007 года был назначен ассистентом главного тренер «Эксетер Сити» Пола Тисдейла.
В феврале 2011 года был назначен тренером команды «Ипсвич Таун» до 18 лет. В августе 2013 года покинул «Ипсвич Таун».
В июле 2015 года стал ассистентом главного тренера клуба «Ньюпорт Каунти» Терри Бутчера. Однако уже 1 октября 2015 года Бутчер и Осман были уволены из-за плохих результатов команды: «Ньюпорт Каунти» находился внизу турнирной таблицы Лиги 2, набрав лишь 5 очков в первых 10 матчах.
В дальнейшем Осман работал телевизионным ведущим и футбольным комментатором.

## Достижения
«Ипсвич Таун»
- Обладатель Кубка Англии: 1977/78
- Победитель Кубка УЕФА: 1980/81
- Вице-чемпион Первого дивизиона: 1980/81, 1981/82

Личные достижения
- Член «команды года» Первого дивизиона по версии PFA: 1980/81
- Включён в Зал славы ФК «Ипсвич Таун»: 2011

## Статистика выступлений
| Клуб                     | Сезон            | Лига | Лига | Кубок | Кубок | Кубок лиги | Кубок лиги | Еврокубки | Еврокубки | Прочие | Прочие | Итого | Итого |
| Клуб                     | Сезон            | Игры | Голы | Игры  | Голы  | Игры       | Голы       | Игры      | Голы      | Игры   | Голы   | Игры  | Голы  |
| ------------------------ | ---------------- | ---- | ---- | ----- | ----- | ---------- | ---------- | --------- | --------- | ------ | ------ | ----- | ----- |
| Ипсвич Таун              |                  |      |      |       |       |            |            |           |           |        |        |       |       |
| 1977/78                  | 28               | 0    | 4    | 0     | 2     | 0          | 4          | 0         | —         | —      | 38     | 0     |       |
| 1978/79                  | 39               | 2    | 5    | 0     | 1     | 0          | 6          | 0         | 1         | 0      | 52     | 2     |       |
| 1979/80                  | 42               | 2    | 4    | 0     | 2     | 0          | 4          | 0         | —         | —      | 52     | 2     |       |
| 1980/81                  | 42               | 1    | 7    | 0     | 5     | 2          | 12         | 0         | —         | —      | 66     | 3     |       |
| 1981/82                  | 39               | 2    | 3    | 0     | 7     | 0          | 2          | 0         | —         | —      | 51     | 2     |       |
| 1982/83                  | 38               | 4    | 3    | 1     | 2     | 0          | 2          | 0         | —         | —      | 45     | 5     |       |
| 1983/84                  | 37               | 3    | 2    | 0     | 3     | 0          | —          | —         | —         | —      | 42     | 3     |       |
| 1984/85                  | 29               | 3    | 4    | 0     | 6     | 1          | —          | —         | —         | —      | 39     | 4     |       |
| Итого                    | 294              | 17   | 32   | 1     | 28    | 3          | 30         | 0         | 1         | 0      | 385    | 21    |       |
| Лестер Сити              |                  |      |      |       |       |            |            |           |           |        |        |       |       |
| 1985/86                  | 40               | 0    | 1    | 0     | 1     | 0          | —          | —         | —         | —      | 42     | 0     |       |
| 1986/87                  | 31               | 3    | 0    | 0     | 3     | 0          | —          | —         | —         | —      | 34     | 3     |       |
| 1987/88                  | 37               | 5    | 1    | 0     | 4     | 0          | —          | —         | 2         | 0      | 44     | 5     |       |
| Итого                    | 108              | 8    | 2    | 0     | 8     | 0          | 0          | 0         | 2         | 0      | 120    | 8     |       |
| Саутгемптон              |                  |      |      |       |       |            |            |           |           |        |        |       |       |
| 1988/89                  | 36               | 0    | 1    | 0     | 6     | 0          | —          | —         | 2         | 0      | 45     | 0     |       |
| 1989/90                  | 35               | 5    | 3    | 0     | 7     | 0          | —          | —         | —         | —      | 45     | 5     |       |
| 1990/91                  | 20               | 1    | 3    | 0     | 5     | 0          | —          | —         | 1         | 0      | 29     | 1     |       |
| 1991/92                  | 5                | 0    | 0    | 0     | 0     | 0          | —          | —         | —         | —      | 5      | 0     |       |
| Итого                    | 96               | 6    | 7    | 0     | 18    | 0          | 0          | 0         | 3         | 0      | 124    | 6     |       |
| Бристоль Сити            |                  |      |      |       |       |            |            |           |           |        |        |       |       |
| 1991/92                  | 31               | 2    | 4    | 0     | 0     | 0          | —          | —         | —         | —      | 35     | 2     |       |
| 1992/93                  | 34               | 0    | 1    | 0     | 1     | 0          | 2          | 0         | —         | —      | 38     | 0     |       |
| 1993/94                  | 5                | 1    | 0    | 0     | 2     | 0          | 1          | 0         | —         | —      | 8      | 1     |       |
| Итого                    | 70               | 3    | 5    | 0     | 3     | 0          | 3          | 0         | 0         | 0      | 81     | 3     |       |
| Брайтон энд Хоув Альбион | 1995/96          | 12   | 0    | 2     | 0     | 0          | 0          | —         | —         | 3      | 0      | 17    | 0     |
| Кардифф Сити             | 1995/96          | 15   | 0    | 0     | 0     | 0          | 0          | —         | —         | —      | —      | 15    | 0     |
| Всего за карьеру         | Всего за карьеру | 595  | 34   | 48    | 1     | 57         | 3          | 33        | 0         | 9      | 0      | 742   | 38    |

## «Бегство к победе»
Осман сыграл в американском фильме 1981 года «Бегство к победе» (англ. Escape To Victory) режиссёра Джона Хьюстона. Он исполнил роль Дага Клура, одного из британских футболистов, попавших в плен к нацистам во время Второй мировой войны. В том фильме он сыграл с известными актёрами, среди которых были Сильвестр Сталлоне и Майкл Кейн, а также со знаменитыми футболистами, включая Пеле, Осси Ардилеса, Бобби Мура, Джона Уорка, Майка Саммерби и многих других.